# سکی، گیفو
سکی در استان گیفو در کشور ژاپن  واقع شده‌است  که دارای جمعیت ۹۲٬۸۹۶ نفر و مساحت ۴۷۲٫۸۴ کیلومتر مربع با تراکم جمعیت ۱۹۶  نفر در کیلومترمربع است و در تاریخ ۱۵ اکتبر ۱۹۵۰ به عنوان شهر شناخته شد.